# Wudaoku Jingyingsuo (bondby i Kina, Heilongjiang Sheng, lat 47,79, long 129,28)
Wudaoku Jingyingsuo (kinesiska: 五道库经营所) är en bondby i Kina. Den ligger i provinsen Heilongjiang, i den nordöstra delen av landet, omkring 300 kilometer nordost om provinshuvudstaden Harbin. Antalet invånare är 789. Befolkningen består av 375 kvinnor och 414 män. Barn under 15 år utgör 4,0 %, vuxna 15-64 år 82 %, och äldre över 65 år 12,0 %.
Runt Wudaoku Jingyingsuo är det ganska glesbefolkat, med 40 invånare per kvadratkilometer. Wudaoku Jingyingsuo är det största samhället i trakten. I omgivningarna runt Wudaoku Jingyingsuo växer i huvudsak blandskog.
Genomsnittlig årsnederbörd är 1 034 millimeter. Den regnigaste månaden är juli, med i genomsnitt 240 mm nederbörd, och den torraste är januari, med 10 mm nederbörd.